# For The Fun Of The Game
For The Fun Of The Game es un documental estadounidense de deporte de 2018, dirigido por Jordan Lynn, que también estuvo a cargo de la fotografía, musicalizado por Andrew Crowley y el elenco está compuesto por Mike Veeck, Marv Goldklang y Bill Murray, entre otros. Esta obra fue realizada por St. Paul Saints y se estrenó el 17 de octubre de 2018.

## Sinopsis
Un recorrido por los últimos 25 años de los St. Paul Saints y como se transformaron en uno de los equipos de béisbol de ligas menores más victoriosos de la historia.